# Julia Mamaea
Julia Mamea, Iulia Avita Mamaea (ok. 180–235) – córka Juli Maesy i Syryjczyka Gajusza Juliusza Awitusa Aleksianusa. Siostra cioteczna cesarza Karakalli. Jej mężem był Gessius Marcianus, a synem późniejszy cesarz Aleksander Sewer. Siostrą jej była Julia Soaemias, matka jego poprzednika – Heliogabala.
Wraz z synem została zamordowana w 235 roku w obozie niedaleko Mogontiacum podczas buntu legionistów pod wodzą Maksymina. Jej wizerunek z tytułem augusty pojawiał się na monetach w latach 222–235.